# Final da Copa Sul-Americana de 2017
A final da Copa Sul-Americana de 2017 foi a 16ª final desta competição, que é organizada anualmente pela Confederação Sul-Americana de Futebol. Foi disputada entre Flamengo, do Brasil, e Independiente, da Argentina. A partida de ida foi realizada em 6 de dezembro no Estádio Libertadores de América, em Avellaneda. O segundo jogo foi realizado dia 13 de dezembro no Estádio do Maracanã, no Rio de Janeiro.
O Independiente venceu por 3–2 no placar agregado e se classificou automaticamente para a Copa Libertadores da América de 2018, a Recopa Sul-Americana de 2018 e a Copa Suruga Bank de 2018.

## Antecedentes
Flamengo e Independiente decidem pela primeira vez a Copa Sul-Americana, mas em 1995 os dois clubes disputaram a final da Supercopa Sul-Americana. No de ida, na Argentina, os donos da casa venceram por 2–0, resultado que não foi revertido na volta pelo Flamengo, ao vencer apenas por 1–0 no Estádio do Maracanã. Entre 1995 e 2001 as duas equipes se enfrentaram oito vezes por competições internacionais, com quatro vitórias brasileiras, três empates e uma vitória argentina. O Independiente também já disputou a final da Copa Sul-Americana, se sagrando campeão da edição de 2010 contra outra equipe brasileira, o Goiás.
Para chegar até a decisão, o Flamengo entrou diretamente na segunda fase após ser contemplado com uma vaga por ter sido um dos eliminados na fase de grupos da Copa Libertadores (terceiro colocado do grupo 4). Nessa fase, eliminou o Palestino, do Chile, com vitórias por 5–2 e 5–0 (10–2 no agregado). Enfrentou a Chapecoense nas oitavas de final, empatando o jogo de ida por 0–0 e vencendo na volta por 4–0. Nas quartas de final, em outro confronto brasileiro, enfrentou o seu rival Fluminense, onde venceu na ida por 1–0 e empatou na volta em 3–3, classificando-se com um placar agregado de 4–3. Jogou com o Junior de Barranquilla, da Colômbia, nas semifinais, onde venceu ambos os jogos (2–1 na ida e 2–0 na volta), classificando-se para a sua primeira final continental em 16 anos.
Por não ter se classificado para a Copa Libertadores desse ano, o Independiente disputou a Copa Sul-Americana desde a sua primeira fase, onde enfrentou o Alianza Lima, do Peru, empatando no jogo de ida por 0–0 e vencendo o jogo de volta por 1–0. Na segunda fase, superou os chilenos do Deportes Iquique com vitórias por 4–2 na ida e 2–1 na volta, avançando com um placar agregado de 6–3. Nas oitavas de final, em confronto argentino, enfrentou o Atlético Tucumán, sendo derrotado no primeiro jogo por 0–1, mas vencendo o jogo da volta por 2–0 (2–1 no placar agregado). Nas quartas de final, enfrentou o Nacional, do Paraguai, onde venceu o jogo de ida  4–1 e o da volta por 2–0, classificando-se para as semifinais contra outra equipe paraguaia. Enfrentando o Libertad, foi derrotado no jogo de ida pelo placar de 1–0, mas reverteu o resultado no jogo de volta ao triunfar por 3–1, classificando-se para a final com um placar agregado de 3–2.

### Caminhos até à final
| Flamengo                          | Flamengo                          | Flamengo                          | Fase                       | Independiente    | Independiente | Independiente    |
| --------------------------------- | --------------------------------- | --------------------------------- | -------------------------- | ---------------- | ------------- | ---------------- |
| Oponente                          | Agregado                          | Jogos                             | Copa Sul-Americana de 2017 | Oponente         | Agregado      | Jogos            |
| Disputou a partir da segunda fase | Disputou a partir da segunda fase | Disputou a partir da segunda fase | Primeira fase              | Alianza Lima     | 1–0           | 0–0 (F); 1–0 (C) |
| Palestino                         | 10–2                              | 5–2 (F); 5–0 (C)                  | Segunda fase               | Deportes Iquique | 6–3           | 4–2 (C); 2–1 (F) |
| Chapecoense                       | 4–0                               | 0–0 (F); 4–0 (C)                  | Oitavas de final           | Atlético Tucumán | 2–1           | 0–1 (F); 2–0 (C) |
| Fluminense                        | 4–3                               | 1–0 (F); 3–3 (C)                  | Quartas de final           | Nacional         | 6–1           | 4–1 (F); 2–0 (C) |
| Junior de Barranquilla            | 4–1                               | 2–1 (C); 2–0 (F)                  | Semifinais                 | Libertad         | 3–2           | 0–1 (F); 3–1 (C) |

Legenda: (C) casa; (F) fora

## Detalhes

### Jogo de ida
| 6 de dezembro | Independiente            | 2 – 1     | Flamengo | Estádio Libertadores de América, Avellaneda                         |
| 20:45 (UTC−3) | Gigliotti 28' · Meza 52' | Relatório | Réver 8' | Público: 50 000[carece de fontes?] Árbitro: PAR Mario Díaz de Vivar |

| Independiente | Flamengo |

| G            | 25 | Martín Campaña         |     |     |
| LD           | 16 | Fabricio Bustos        | 90' |     |
| Z            | 2  | Alan Franco            |     | 84' |
| Z            | 5  | Gastón Silva           |     |     |
| LE           | 3  | Nicolás Tagliafico     | 19' |     |
| V            | 15 | Diego Martín Rodríguez |     |     |
| V            | 6  | Juan Sánchez Miño      |     |     |
| M            | 7  | Martín Benítez         |     | 72' |
| M            | 8  | Maximiliano Meza       |     | 78' |
| M            | 27 | Ezequiel Barco         |     |     |
| A            | 9  | Emmanuel Gigliotti     |     |     |
| Substitutos: |    |                        |     |     |
| G            | 1  | Damián Albil           |     |     |
| Z            | 14 | Fernando Amorebieta    | 85' | 84' |
| M            | 10 | Walter Erviti          |     |     |
| M            | 23 | Nery Domínguez         |     |     |
| M            | 29 | Nicolás Domingo        |     | 78' |
| A            | 11 | Leandro Fernández      |     |     |
| A            | 24 | Juan Manuel Martínez   |     | 72' |
| Treinador:   |    |                        |     |     |
| Ariel Holan  |    |                        |     |     |

| G              | 24 | César           |     |     |
| LD             | 21 | Pará            |     |     |
| Z              | 15 | Réver           |     |     |
| Z              | 4  | Juan            |     |     |
| LE             | 13 | Miguel Trauco   |     |     |
| V              | 5  | Willian Arão    |     |     |
| V              | 26 | Gustavo Cuéllar |     |     |
| M              | 7  | Éverton Ribeiro |     |     |
| M              | 10 | Diego           | 23' | 72' |
| M              | 29 | Lucas Paquetá   |     | 56' |
| A              | 25 | Felipe Vizeu    |     |     |
| Substitutos:   |    |                 |     |     |
| G              | 1  | Thiago          |     |     |
| Z              | 2  | Rodinei         |     |     |
| Z              | 30 | Rhodolfo        |     |     |
| M              | 8  | Márcio Araújo   |     |     |
| M              | 22 | Éverton         |     | 56' |
| M              | 27 | Rômulo          |     |     |
| A              | 20 | Vinícius Júnior |     | 72' |
| Treinador:     |    |                 |     |     |
| Reinaldo Rueda |    |                 |     |     |

| Árbitro assistente: PAR Milcíades Saldívar PAR Darío Gaona Quarto Árbitro: PAR Éber Aquino Árbitro de vídeo: PAR Enrique Cáceres Árbitro assistente de vídeo: ECU Roddy Zambrano Árbitro de vídeo 2: PAR Eduardo Cardozo |

### Jogo de volta
| 13 de dezembro | Flamengo          | 1 – 1     | Independiente   | Estádio do Maracanã, Rio de Janeiro        |
| 21:45 (UTC−2)  | Lucas Paquetá 29' | Relatório | Barco 39' (pen) | Público: 62 567 Árbitro: COL Wilmar Roldán |

| Flamengo | Independiente |

| G              | 24 | César           |     |     |
| LD             | 21 | Pará            |     |     |
| Z              | 15 | Réver           |     |     |
| Z              | 4  | Juan            | 90' |     |
| LE             | 13 | Miguel Trauco   |     | 54' |
| V              | 5  | Willian Arão    |     |     |
| V              | 26 | Gustavo Cuéllar |     | 78' |
| M              | 29 | Lucas Paquetá   |     | 84' |
| M              | 10 | Diego           |     |     |
| M              | 22 | Éverton         | 73' |     |
| A              | 25 | Felipe Vizeu    |     |     |
| Substitutos:   |    |                 |     |     |
| G              | 1  | Thiago          |     |     |
| Z              | 2  | Rodinei         |     |     |
| Z              | 30 | Rhodolfo        |     |     |
| M              | 7  | Éverton Ribeiro |     | 78' |
| M              | 8  | Márcio Araújo   |     |     |
| A              | 16 | Lincoln         |     | 84' |
| A              | 20 | Vinícius Júnior | 77' | 54' |
| Treinador:     |    |                 |     |     |
| Reinaldo Rueda |    |                 |     |     |

| G            | 25 | Martín Campaña         | 79' |     |
| LD           | 16 | Fabricio Bustos        |     | 84' |
| Z            | 2  | Alan Franco            |     |     |
| Z            | 14 | Fernando Amorebieta    |     |     |
| LE           | 3  | Nicolás Tagliafico     |     |     |
| V            | 29 | Nicolás Domingo        |     |     |
| V            | 15 | Diego Martín Rodríguez |     |     |
| M            | 7  | Martín Benítez         |     | 33' |
| M            | 8  | Maximiliano Meza       | 77' | 82' |
| M            | 27 | Ezequiel Barco         | 87' |     |
| A            | 9  | Emmanuel Gigliotti     |     |     |
| Substitutos: |    |                        |     |     |
| G            | 1  | Damián Albil           |     |     |
| Z            | 5  | Gastón Silva           |     | 84' |
| M            | 6  | Juan Sánchez Miño      |     | 82' |
| M            | 10 | Walter Erviti          |     |     |
| M            | 23 | Nery Domínguez         |     |     |
| A            | 11 | Leandro Fernández      |     |     |
| A            | 24 | Lucas Albertengo       | 72' | 33' |
| Treinador:   |    |                        |     |     |
| Ariel Holan  |    |                        |     |     |

| Árbitro assistente: COL Alexander Guzmán COL Cristian de la Cruz Quarto Árbitro: COL Gustavo Murillo Árbitro de vídeo: URU Daniel Fedorczuk Árbitro assistente de vídeo: CHI Roberto Tobar Árbitro de vídeo 2: URU Nicolás Tarán |